# Kungsbacka samrealskola
Kungsbacka samrealskola var en realskola i Kungsbacka Skolan började 1920 som högre folkskolan i Kungsbacka för att från 1 januari 1926 ombildas till en kommunal mellanskola med realexamensrätt där första examen avgavs vårterminen 1926. I enlighet med beslut av Kungl. maj:t 15 december 1944 skedde en övergång till en fyraårig realskolelinje med anknytning till folkskolans sjätte klass. Denna förändring var helt genomförd höstterminen 1947. 1958 inrättades en treårig realskolelinje. Från och med 1954 var de två högsta klasserna uppdelade på två studievägar, ledande till allmän respektive praktisk realexamen. 
Från höstterminen 1966 skede en övergång till grundskolans högstadium och sista realexamen avgavs 1968.
Från 1862 till den 1 juli 1891 fanns det en pedagogi, Kungsbacka pedagogi, i staden.